# Amastus dubius
Amastus dubius là một loài bướm đêm thuộc phân họ Arctiinae, họ Erebidae.